# 星見車站
星見車站（日语：／ Hoshimi eki */?）是一由北海道旅客鐵道（JR北海道）所經營的鐵路車站，位於日本北海道札幌市手稻區星置，是JR北海道函館本線沿線車站之一，屬於JR北海道本社（札幌總部）的直轄範圍。
星見車站是函館本線在小樽市與札幌市之間的邊界車站，從本站開始往札幌方向的諸站在JR的特定都區市內制度中，都被劃分在「札幌市內」的區段範圍內。雖然星見車站所處的路段是具有百年以上歷史、北海道地區最早鋪設的鐵路路線，但該站卻是JR北海道在1995年時才設立的新站，以配合札幌市郊逐漸擴展的住宅區所帶來之通勤人口成長。車站名稱起源於鄰近地區一條跨越星置川的「星觀橋」，但JR北海道在隨後的繁體中文版本網頁及相關的印刷品中，把本站的中文名稱定名為「星見」而非「星觀」。又與許多JR北海道在較晚才設立的新車站同樣，本站的正式日文站名是以全假名拼寫的。

## 車站結構
無人站，對向式月台2面2線（月台長：135m・140m）。閘口設南北2個。

### 月台配置
| 月台 | 路線      | 方向 | 目的地                             |
| ---- | --------- | ---- | ---------------------------------- |
| 1    | ■函館本線 | 上行 | 小樽方向                           |
| 2    | ■函館本線 | 下行 | 手稻、札幌、岩見澤、新千歲機場方向 |

## 相鄰車站
北海道旅客鐵道（JR北海道）
■函館本線
■快速「機場」、「Niseko Liner」
通過
■區間快速「石狩Liner」、■普通
錢函（S11）－星見（S10）－星置（S09）